# Kapel op de Herzenberg
De Herzenbergkapel (Herzenbergkapelle) is een Maria-bedevaartskapel op de Herzenberg in het Hessische stadje Hadamar.

## Naam
De naam Herzenberg gaat terug op de bijzetting van vier vorstelijke harten in de door Jezuïeten gebouwde bedevaartskapel. Daarvoor stond de berg waarop de kapel staat bekend onder de naam Hirtzberg of Hirschberg.

## Geschiedenis

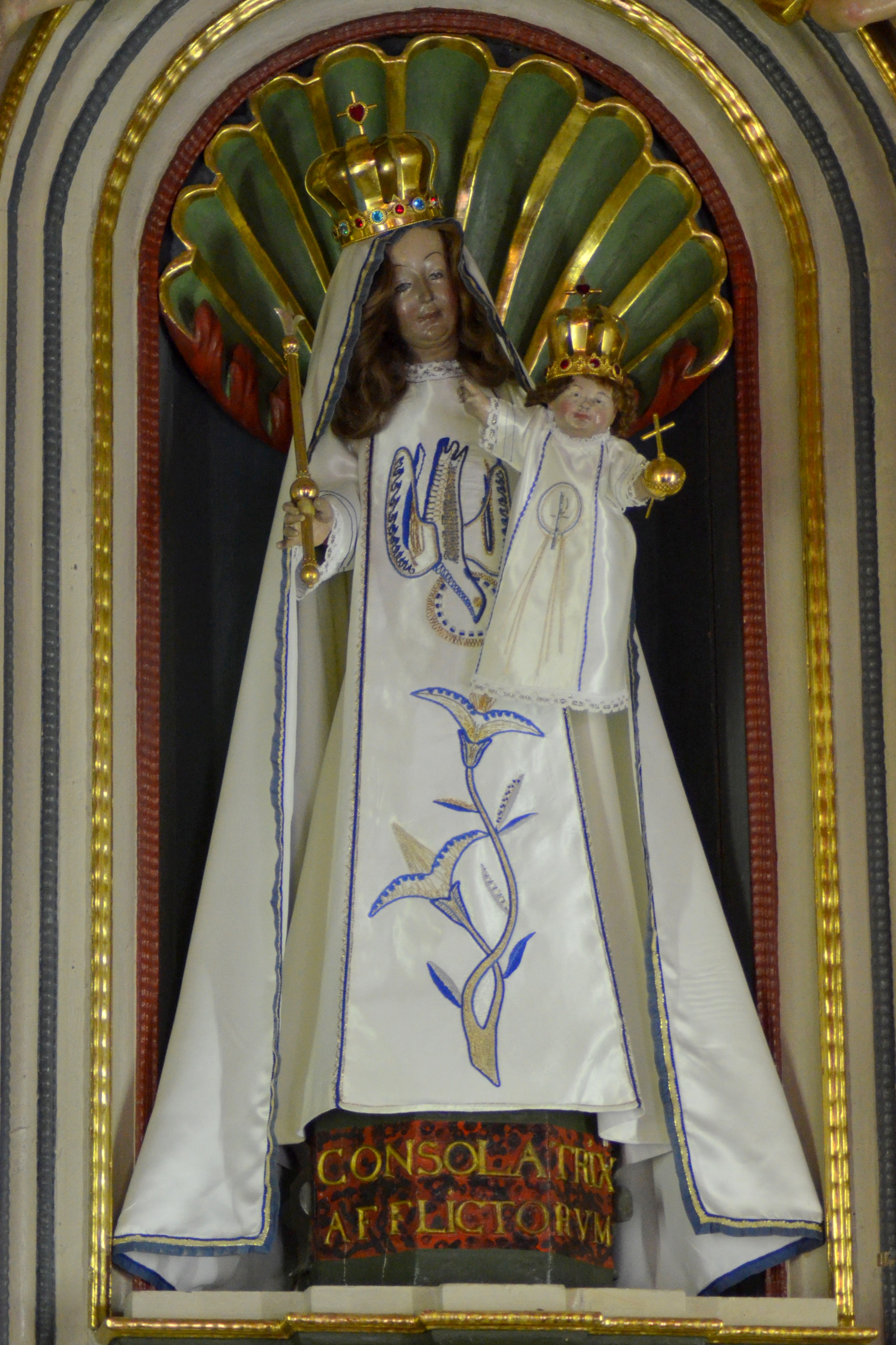
Het genadebeeld van de Herzenbergkapel

In 1675 kregen de jezuïeten van de stad een stuk grond, waarop door leerlingen van het jezuïetencollege een kleine kapel werd gebouwd. Vanuit Koblenz arriveerde uit een jezuïetenvestiging het Mariabeeld, dat ook nu nog het hoogaltaar siert. Mogelijk betreft het een beeld dat oorspronkelijk tijdens de reformatie vanuit Hadamar naar Koblenz was gebracht om het er veilig te stellen. Het eerste altaar werd geschonken door Anna Ludovica van Manderscheid-Blankenheim, de derde vrouw van de vorst Maurits Hendrik van Nassau-Hadamar. Kennelijk zette zich al snel een populaire bedevaart in, want in 1690 werd er opdracht gegeven om de kapel te vergroten, omdat de eerste kapel onvoldoende capaciteit had om het aantal gelovigen te kunnen bergen. Ook werd toen het hoogaltaar gebouwd. Rond de kapel ontstonden talrijke legenden. Zij zijn er overleveringen van lichtverschijnselen op de plaats in de nacht voordat de eerstesteenlegging plaatsvond. Bovendien werden er talrijke opmerkelijke gebedsverhoringen gemeld.  
In de kapel werden de harten van Frans Bernhard van Nassau-Hadamar († 1695), Frans Alexander van Nassau-Hadamar († 1711), Frans Hugo van Nassau-Siegen († 1736) en Willem Hyacinth van Nassau-Siegen († 1743) bijgezet.
Aan de traditie van jaarlijkse processies vanuit de stad naar de kapel is een eind gekomen, maar in de periode mei tot september is de kapel nog altijd een druk bezocht bedevaartsoord.
In 2013 werd de kapel gerenoveerd, waarbij het dak grotendeels vernieuwd werd. 

## Beschrijving
Het huidige koor van het gebouw is het overblijfsel van de eerste in 1675 gebouwde kapel. Deze achthoekige kapel kende een doorsnee van slechts 4,5 meter en wordt afgesloten met een barokke helm en een lantaarn. In 1691 werd het gebouw met een kerkschip met ribgewelf vergroot. Met de verlenging van een open voorhal in 1860 kreeg de kapel haar huidige vorm.
De inrichting bestaat uit een barok hoogaltaar met gedraaide zuilen uit 1693. Het vereringsbeeld van de bedevaart heeft een centrale plek in het hoogaltaar en betreft een middeleeuws houten beeld van de Moeder Gods met het Kind Jezus. Mogelijk betreft het een beeld dat tijdens de reformatie uit de Onze-Lieve-Vrouwekerk, destijds de parochiekerk van Hadamar, verdween. Het genadebeeld wordt geflankeerd door de beelden van de patroonheiligen van de vorsten, de heiligen Franciscus Xaverius en Bernardus van Clairvaux.
Vier hartvormige epitafen uit 1736 aan de muur naast het altaar markeren de plaats waar de harten van de leden van het vorstenhuis van Nassau werden bijgezet.
De barokke kerkbanken bieden plaats aan circa 50 gelovigen. 
Aan de muren van de voorhal zijn talrijke votiefplaquettes aangebracht. De meesten stammen uit de tijd van de Tweede Wereldoorlog, maar ze worden ook tegenwoordig nog aangevuld met nieuwe dankbetuigingen. De huidige klok dateert uit het jaar 1807.        
Tegenover de ingang van de kapel bevindt zich een schrijn met een kruisigingsgroep.

## Afbeeldingen

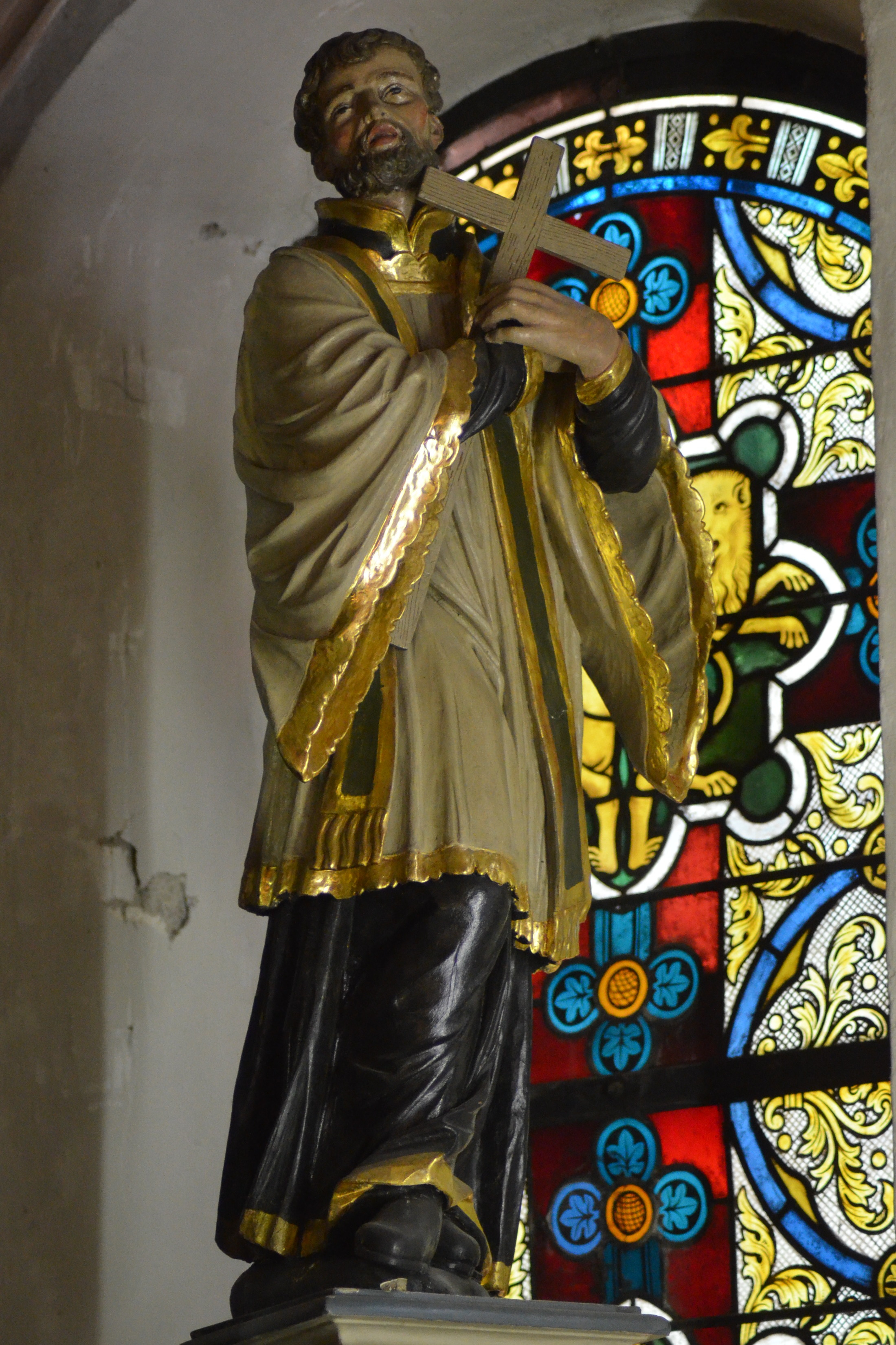
Beeld Franciscus Xaverius
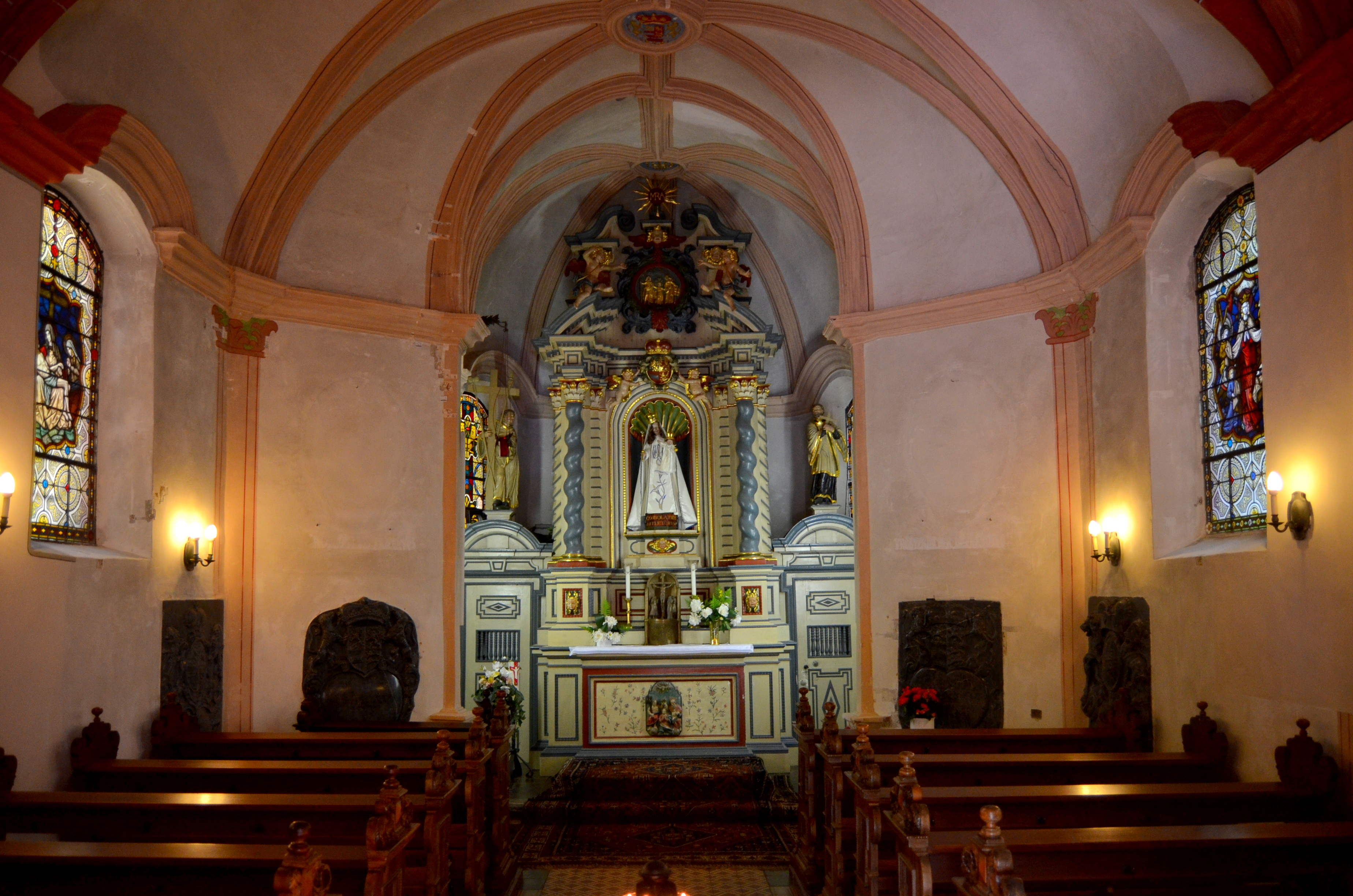
Altaar
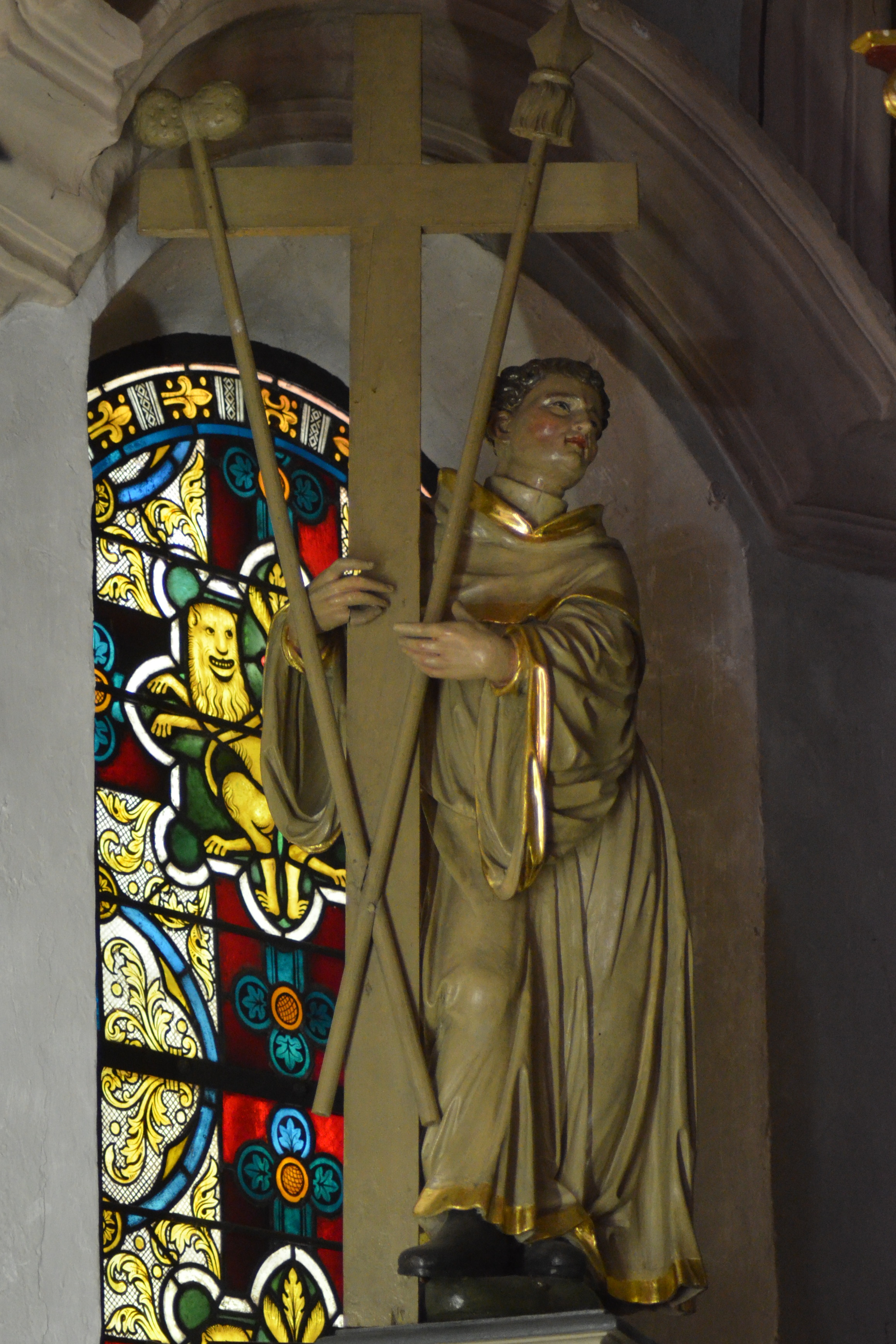
Beeld Bernardus van Clairvaux
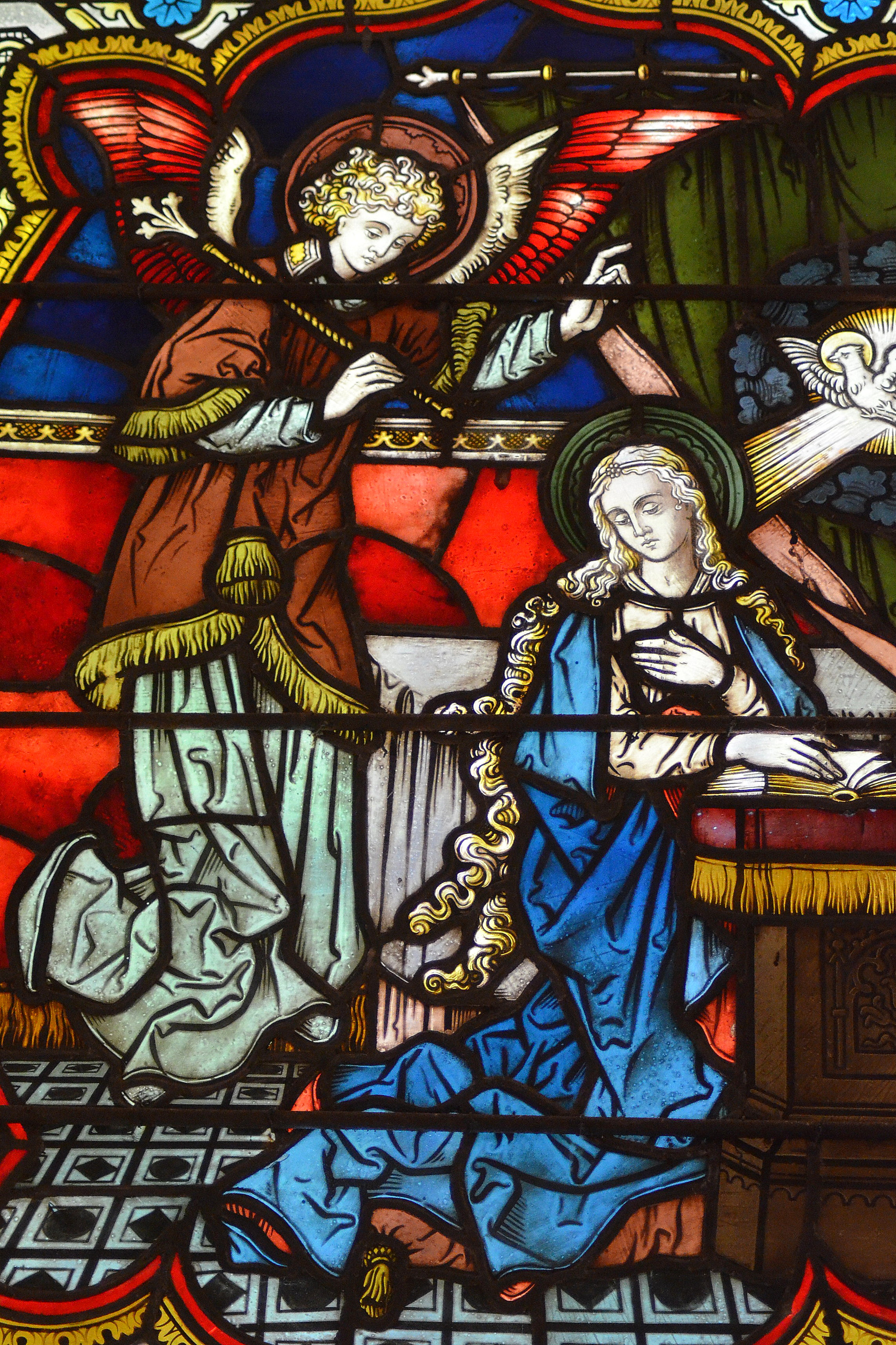
Annunciatieraam
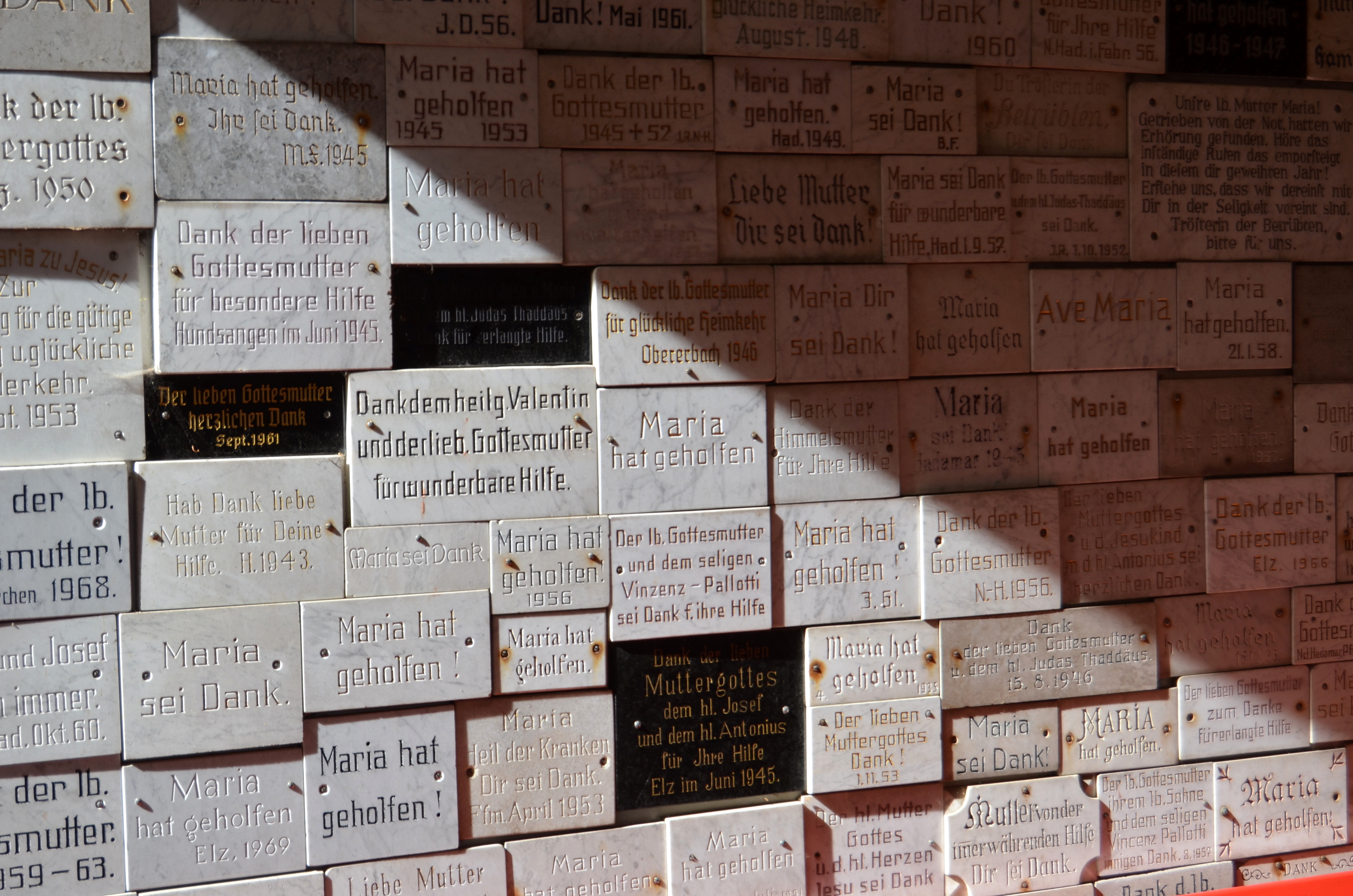
Dankbetuigingen